# Robert LeGendre
Robert Bob Lucien LeGendre (7. januar 1898 – 21. januar 1931) var en amerikansk sportsudøver som deltog i de olympiske lege 1924 i Paris.
LeGendre vandt en bronzemedalje i atletik under OL 1924 i Paris. Han kom på en tredjeplads i femkamp efter Eero Lehtonen fra Finland og Elemér Somfay fra Ungarn. Femkampen bestod af følgende discipliner: længdespring, spydkast, 200-meter-løb, diskoskast og 1500-meter-løb. I længdesprings delen satte han verdensrekord med et spring på 7,76.
Der var tredive deltagere fra sytten lande som deltog i femkampen som blev afviklet 7. juli 1924. Det var sidste gang at femkamp for mænd var med på de olympiske program.
LeGendre døde af tuberkulose kun 33 år gamel.